# Bruce Aylward
Bruce Aylward é um médico epidemiologista canadense. É o consultor sênior do diretor-geral da Organização Mundial da Saúde (OMS). Aylward é mais conhecido por ser o líder da equipe da missão conjunta OMS-China na COVID-19.

## Controvérsias
No dia 28 de março de 2020, durante a pandemia de COVID-19, Bruce Aylward foi entrevistado por videochamada no The Pulse, um programa ligado à rede de televisão Radio Television Hong Kong (RTHK). A entrevistadora questionou se a OMS aceitaria Taiwan como membro da organização, mas Aylward ignorou a pergunta e ficou em silêncio, o que a motivou verificar se ainda havia comunicação entre eles. Aylward então disse que não havia escutado a pergunta, mas quando a entrevistadora disse que iria repetí-la ele pediu para que ela pulasse para a próxima. Após ser indagado novamente sobre Taiwan, Aylward desligou a chamada. O programa retornou a ligação para Aylward e voltou a perguntar o que ele achava de como Taiwan estava lidando com a pandemia, porém ele se limitou a dizer que já havia falado sobre a China e procedeu ao encerramento da entrevista. A entrevista foi descrita como um emblemático exemplo da influência chinesa na OMS por críticos como Gordon G. Chang. A biografia de Bruce Aylward for removida do site da OMS após a entrevista.